# Морська енергія
Морська енергія (також іноді її називають енергією океану або гідрокінетичною енергією) відноситься до енергії, що переноситься океанськими хвилями, припливами, солоністю та різницею температур океану. Рух води у світовому океані створює величезний запас кінетичної енергії або енергії руху. Частину цієї енергії можна використати для виробництва електроенергії для живлення будинків, транспорту та промисловості.
Термін морська енергія охоплює як потужність хвиль, тобто енергію від поверхневих хвиль, так і енергію припливів, тобто отриману від кінетичної енергії великих водних об'єктів, що рухаються. Офшорна вітрова енергія не є формою морської енергії, оскільки вітрова енергія походить від вітру, навіть якщо вітрові турбіни розташовані над водою.
Океани мають величезну кількість енергії та знаходяться поблизу багатьох, якщо не найконцентрованіших популяцій. Енергія океану має потенціал для забезпечення значної кількості нової відновлюваної енергії в усьому світі.

## Глобальний потенціал
Існує потенціал для вироблення 20 000–80 000 терават-годин на рік (ТВт-год/рік) електроенергії, виробленої за рахунок змін температури океану, вмісту солі, рухів припливів, течій, хвиль і хвиль.
| Форма                                   | Річнагенерація       |
| --------------------------------------- | -------------------- |
| Енергія припливів                       | > 300 ТВт-год        |
| Потужність морської течії               | > 800 ТВт-год        |
| Осмотична потужність Salinity gradient  | 2000 ТВт-год         |
| Теплова енергія океану Thermal gradient | 10 000 ТВт-год       |
| Хвильова енергія                        | 8 000–80 000 ТВт-год |
| Джерело: IEA-OES, річний звіт 2007      |                      |

Індонезія, як країна-архіпелаг, що займає три чверті океану, має 49 GW визнав потенційну енергію океану і має 727 ГВт теоретична потенційна енергія океану.

## Форми енергії океану
Океани являють собою величезне і в основному невикористане джерело енергії у формі поверхневих хвиль, потоків рідини, градієнтів солоності та температурних перепадів.
Розробка морської та гідрокінетичної (MHK) або морської енергетики у водах США та міжнародних водах включає проекти з використанням таких пристроїв:
- Перетворювачі потужності хвиль у відкритих прибережних районах зі значними хвилями;
- Припливні турбіни, розміщені в прибережних і естуарних районах;
- Внутрішні турбіни на швидкісних річках;
- Турбіни океанічних течій в районах сильних морських течій;
- Перетворювачі теплової енергії океану в глибоких тропічних водах.

### Потужність морської течії
Сильні океанські течії утворюються в результаті поєднання температури, вітру, солоності, батиметрії та обертання Землі. Сонце діє як основна рушійна сила, спричиняючи вітри та різницю температур. Оскільки існують лише невеликі коливання швидкості течії та розташування потоку без змін у напрямку, океанські течії можуть бути придатними місцями для розміщення пристроїв видобутку енергії, таких як турбіни.

### Осмотична енергія
У гирлах річок, де прісна вода змішується з солоною, енергія, пов'язана з градієнтом солоності, може бути використана за допомогою процесу зворотного осмосу із затримкою тиску та пов'язаних технологій перетворення. Інша система заснована на використанні прісної води вгору через турбіну, занурену в морську воду, і така, що включає електрохімічні реакції, також знаходиться в розробці.
Значні дослідження проводилися з 1975 по 1985 рік і дали різні результати щодо економіки заводів PRO і RED. Важливо відзначити, що дрібномасштабні дослідження виробництва солоної енергії проводяться в інших країнах, таких як Японія, Ізраїль та Сполучені Штати. У Європі дослідження зосереджені в Норвегії та Нідерландах, в обох місцях тестуються маленькі пілоти. Енергія градієнта солоності — це енергія, отримана від різниці концентрації солі в прісній і солоній воді. Це джерело енергії непросто зрозуміти, оскільки воно не зустрічається безпосередньо в природі у вигляді тепла, водоспадів, вітру, хвиль або радіації.

### Теплова енергія океану
Температура води зазвичай змінюється від поверхні, нагрітої прямим сонячним світлом, до більшої глибини, куди сонячне світло не може проникнути. Ця різниця найбільша в тропічних водах, що робить цю технологію найбільш застосовною у водоймах. Рідина часто випаровується для приводу турбіни, яка може генерувати електроенергію або виробляти опріснену воду. Системи можуть бути відкритого циклу, замкнутого циклу або гібридними.

### Сила припливів
Енергія від рухомих водних мас — популярна форма виробництва електроенергії на гідроелектростанціях. Генерація припливної енергії складається з трьох основних форм, а саме потужності припливного потоку, потужності приливного загородження та динамічної приливної енергії.

### Сила хвилі
Сонячна енергія від Сонця створює різницю температур, що призводить до вітру. Взаємодія між вітром і поверхнею води створює хвилі, які стають більшими, коли існує більша відстань для їх формування. Потенціал хвильової енергії найбільший між 30° і 60° широти в обох півкулях на західному узбережжі через глобальний напрямок вітру. Оцінюючи хвильову енергію як тип технології, важливо розрізняти чотири найпоширеніші підходи: точкові поглинаючі буї, поверхневі аттенюатори, коливальні стовпи води та пристрої для перекриття .

## Розвиток морської енергетики
Велика Британія є лідером у виробництві хвильової та приливної (морської) енергії. Перший у світі випробувальний центр морської енергетики був створений у 2003 році, щоб розпочати розвиток морської енергетичної галузі у Великій Британії. Розташований в Оркнейських островах, Шотландія, Європейський морський енергетичний центр (EMEC) підтримав розгортання більшої кількості пристроїв, що виробляють хвильову та припливну енергію, ніж на будь-якому іншому місці у світі. Центр було створено завдяки фінансуванню урядом Шотландії, Highlands and Islands Enterprise, Carbon Trust, урядом Великої Британії, Scottish Enterprise, Європейським Союзом і Радою Оркнейських островів у розмірі близько 36 мільйонів фунтів стерлінгів. Він є єдиним акредитованим центром тестування хвиль і припливів для морська відновлювана енергетика у світі, придатна для одночасного тестування кількох повномасштабних пристроїв у найсуворіших погодних умовах під час виробництва електроенергії до національної мережі.

## Екологічні ефекти
Загальні екологічні проблеми, пов'язані з розвитком морської енергетики, включають:
- ризик ураження морських ссавців і риб лопатями припливної турбіни[8]
- вплив ЕМП і підводного шуму від працюючих морських енергетичних пристроїв[9]
- фізична присутність морських енергетичних проектів та їхній потенціал змінювати поведінку морських ссавців, риб і морських птахів шляхом залучення або уникнення
- потенційний вплив на ближнє та дальнє морське середовище та процеси, такі як перенесення опадів і якість води[10]

- Гідроенергетика
- Відновлювальна енергія